# 스콧 미클로비치
스콧 미클로비치(Scott Mechlowicz, 1981년 1월 17일 ~ )는 미국의 배우이다.

## 출연 작품
- 캣 런 2 (2014)
- 데모닉 (2014)
- 에덴의 선택 (2012)
- 캣 런 (2011)
- 웨이팅 포 포에버 (2010)
- 언다큐멘티드 (2010)
- 곤 (2007)
- 평화로운 전사 (2006)
- 민 크리크 (2004)
- 유로트립 (2004)